# Logudoro
Der Logudoro (sardisches Wort, das aus der Abkürzung von Logu de Torres stammt, wörtlich aber „goldener Ort“ bedeutet) ist der Name einer Landschaft, die das Kernland des nordwestlichen Sardinien bildet. Er liegt in der Provinz Sassari. Die vom  Kalkstein geprägte Region, deren südliche Teile das Meilogu und das Goceano bilden, weist zahlreiche kulturelle Höhepunkte auf (San Pietro di Sorres, Santissima Trinità di Saccargia und die Nuraghe Santu Antine im Valle dei Nuraghi). Die Museen von Bonorva, Padria und des Valle dei Nuraghi sind neben dem Museo Nazionale G. A. Sanna in Sassari die Marksteine.

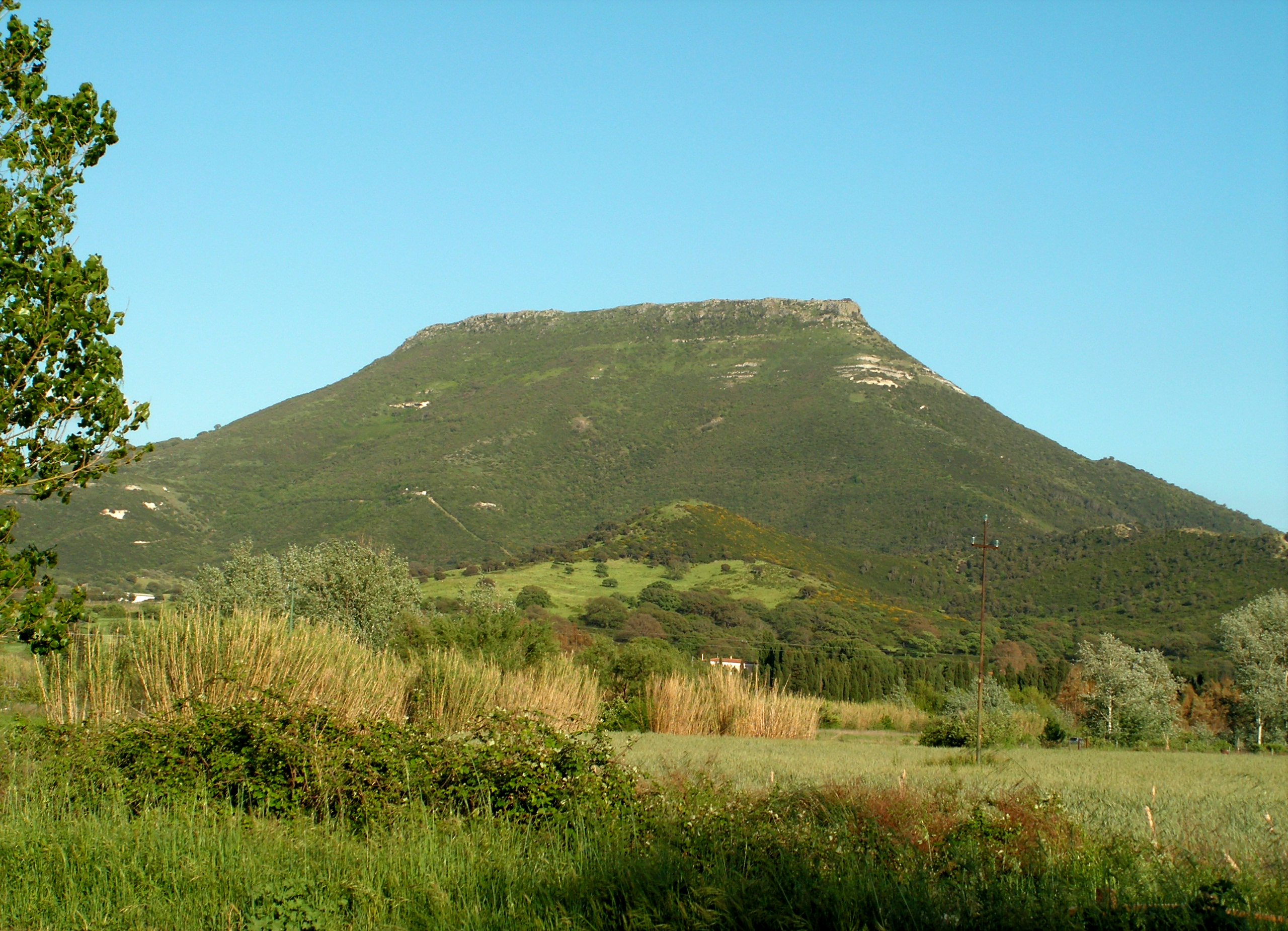
Monte Santo im Logudoro

## Sehenswürdigkeiten
- Campu Luntanu
- Front'e Mola
- Mandra Antine
- Villanova Monteleone
- Moseddu
- Puttu Codinu